# CCleaner
CCleaner (Aussprache [ˈsiːkliːnər], früherer Name Crap Cleaner) ist ein von dem englischen Softwarehersteller Piriform entwickeltes kostenloses Programm zur Optimierung für die Betriebssysteme Windows, macOS und Android. Windows wird ab Windows XP auf 32- und 64-Bit-Systemen unterstützt. Darüber hinaus gibt es für Windows weitere Versionen, die kostenpflichtig als Business Solutions angeboten werden.
Das Programm wurde laut Hersteller mehr als zweieinhalb Milliarden Mal heruntergeladen (Stand: 2023).
Im Jahr 2017 wurde Piriform Ltd. mit CCleaner vom tschechischen Softwareunternehmen Avast übernommen. Die Bekanntgabe erfolgte am 19. Juli 2017.

## Funktionsumfang
Das Programm entfernt vor allem unbenutzte und temporäre Dateien. Auch der Verlauf von besuchten Webseiten und diverse andere Verläufe, wie beispielsweise zuletzt benutzte Dateien oder eingegebene Suchbegriffe der Windows-Suche, können bereinigt werden.
Zusätzlich kann es aus der Windows-Registrierungsdatenbank Fehler und nach Deinstallation von Programmen übriggebliebene Einträge entfernen. Mit Hilfe verschiedener Löschverfahren wie der Gutmann-Methode kann es sowohl sensible Dateien als auch ganze Datenträger unwiderruflich sicher löschen.
Durch diese Maßnahmen soll das System beschleunigt und die Privatsphäre des Nutzers geschützt werden.
Erweiterungen
Im offiziellen Support-Forum von Piriform wurden über längere Zeit Erweiterungen gesammelt, um Unterstützung für weitere Programme zu ermöglichen. Diese fanden Eingang in CCEnhancer, das über 1000 weitere Programme unterstützt. Dieses Programm nutzt eine von einer Mehrautorenschaft erstellte und aktuell gehaltene Version der Datei winapp2.ini.

## Windows-Versionen

### Version 2.0
Die Version 2.0 erschien am 13. August 2007. Mit dieser Version wurde das Programm in C++ von Grund auf neu geschrieben, um eine bessere Kompatibilität zu Windows Vista und 64-Bit-Betriebssystemen zu erreichen und um eine portable Version für USB-Sticks schaffen zu können. Außerdem sollte das Programm nun schneller arbeiten und eine Option zum Ausschließen bestimmter Dateien wurde hinzugefügt. Die Benutzeroberfläche wurde ebenfalls überarbeitet.

### Version 3.0
Version 3.0 erschien am 28. Oktober 2010. Das Programm kann nun den freien Speicherplatz oder den gesamten Inhalt einer Festplatte und von Wechseldatenträgern sicher löschen. Die 64-Bit-Version wurde erneut verbessert, Benutzeroberfläche und das Icon wurden überarbeitet. Ansonsten gab es noch mehrere kleinere Neuerungen.
Ab Version 3.23 wird ebenfalls eine Anwendung in Windows 8 unterstützt.

### Version 4.0
Version 4.0 erschien am 26. März 2013. Es wurde ein Dateifinder zum Aufspüren und Entfernen doppelter Dateien eingebaut und das Programm optimiert. In der Pro-Version wurde eine System- und Browserüberwachung eingefügt. Dabei wird der Browser beim Beenden automatisch gereinigt. Außerdem kann das System einfach über die Taskleiste gereinigt werden.

### Version 5.0
Version 5.0 erschien am 25. November 2014. Die Benutzeroberfläche wurde an den neuen Windows 8/8.1 üblichen Metro Look angepasst. Die Fehlermeldungs-Routine und interne Programmarchitektur wurde für eine höhere Leistung optimiert.

### Mit Malware infizierte Version 5.33
Version 5.33 erschien am 15. August 2017 und war mit Malware infiziert. Die Datei war korrekt von Piriform signiert, was darauf hindeutet, dass die Entwicklungsumgebung von Piriform kompromittiert wurde. Die verseuchte Datei enthielt einen Downloader und eine nachzuladende Spionage-Komponente. Die Malware zielte nicht auf den typischen Endnutzer, sondern auf Nutzer in großen Technologie- und Telekommunikationsunternehmen in Japan und Russland, aber auch in Deutschland. Am 12. September wurde CCleaner 5.34 zum Download zur Verfügung gestellt. Am 18. September meldete Piriform die Infektion der Version 5.33 seiner Software. Die Kontrollserver, von denen aus die Malware gesteuert wurde, seien abgeschaltet worden. Die mit der Malware verseuchte Version hatten bis dahin insgesamt 2,7 Millionen Nutzer genutzt. Entgegen ersten Behauptungen, die Malware solle auf keinem einzigen PC aktiv geworden sein, gab der Hersteller wenige Tage später bekannt, der besagte Downloader soll auf mehreren hundert PCs aktiv geworden sein. Informationen zu mehr als 700.000 PCs waren in der Zwischenzeit von der Malware gesammelt worden. Diese Informationen ermöglichen es unter anderem, den jeweiligen PC eindeutig zu identifizieren. Die Firma Avast, der Piriform gehört, empfiehlt ein Programm wie Avast Antivirus zu nutzen, um derartige Infektionen in Zukunft zu erkennen.

### Version 5.45 mit Spionagefunktion und nicht mehr abschaltbar
Die Gratis-Version der Version 5.45 lässt die Anwender nicht mehr selbst entscheiden, ob ihre Daten anonymisiert gesammelt und verwendet werden dürfen. Eine Heartbeat genannte Funktion sendet alle 12 Stunden Informationen an den Hersteller. Entfernt man das Häkchen bei Überwachung aktivieren, wird es beim nächsten Schließen und erneuten Aufrufen der Anwendung wieder gesetzt. Außerdem lässt sich das Programm nicht mehr beenden, beim Schließen des Fensters bleibt das Programm im Hintergrund aktiv.
Avast kündigte an, in der nächsten Version den Usern wieder mehr Kontrolle über die Daten zu geben. Viele Websites und Computerzeitschriften rieten, bis dahin die alte Version 5.44 zu benutzen und 5.45 nicht zu installieren.
Eine neue Regionsbeschränkung soll darüber hinaus laut Information auf der Website den Gebrauch der Software in von einem Embargo betroffenen Ländern verhindern.
Als Reaktion entfernte Avast die Version 5.45 von der Website und bot bis zum Erscheinen der bereinigten neueren Version die Version 5.44 wieder an. Die Version 5.46 erschien Ende August 2018.
Aufmerksamen Anwendern entgeht nicht, dass der CCleaner trotz der Deaktivierung aller onlinelastigen Funktionen bei jedem Programmstart und einmal pro Tag versucht, eine Internetverbindung zu Avast aufzubauen. Dieses Verhalten wird vom Programm bei der Installation in der Windows Aufgabenplanung so festgelegt. Dort kann die Funktion auch wieder deaktiviert werden. Laut Avast fragt der CCleaner lediglich an, ob ein neues Update existiert, somit habe der Onlinezugriff eine ausschließlich informative Funktion für den Anwender. Telemetriedaten werden laut Avast nicht gesendet, diese Aussage wird aber regelmäßig angezweifelt.

## Sonstige Versionen
Im Juni 2011 erschien die erste Beta-Version für das Betriebssystem Mac OS X ab Version 10.5. Seit Juni 2014 ist eine Version für Smartphones mit dem Betriebssystem Android verfügbar.

## Bewertungen
CNET bewertete das Programm mit 5 von 5 Sternen, bezeichnete es als „sehr empfehlenswert“ und verlieh ihm im April 2009 den „Editor's Choice Award“. Tecchannel bewertet die Freeware positiv: „Es gibt mehrere Gründe, auf dem eigenen PC ein Aufräum-Tool zu verwenden, aber die beiden gewichtigsten sind Performance und Privatsphäre. Der kostenlos angebotene CCleaner verspricht, genau diese beiden Paradigmen umzusetzen.“ Freenet.de äußert sich ebenfalls positiv über das Programm: „Ein sehr nützliches Helferlein, das seine Arbeit sauber und zuverlässig erledigt. Dieses Tool gehört zur Pflege jeder guten Windows-Installation einfach dazu.“
Die Zeitschrift Chip urteilt über den Testsieger im Test der besten Spurenvernichter in Ausgabe 1/2009: „Der CCleaner überzeugt mit einer klaren Oberfläche. Alle Funktionen sind gut erreichbar. Zusatzfeatures runden das Paket ab.“ Auch Chip.de bewertet das Programm positiv: „Datenlöschung im High-End-Format. Das kleine Putz-Tool für die Festplatte reinigt Ihr System porentief von unnötigem Ballast.“ Tim Aschermann weist in Chip.de aber darauf hin, dass die Benutzung anderer Programmteile wie Registry Cleaner und Extras die Stabilität des Systems beeinflussen kann. Sie seien „gefährliche Kategorien, bei denen schnell etwas schief gehen kann.“ macwelt.de schreibt über das Programm in seinem Testbericht vom 6. Juni 2011: „Der CCleaner ist auf der Windows-Plattform beliebt; jetzt ist eine erste Mac-Beta verfügbar. Das Tool eignet sich vor allem, um Surfspuren zu löschen.“
Bei Chip.de führt die Anwendung die Top-100-Download-Charts im Bereich „System-Cleaner“ mit mehr als 50 Millionen Downloads (Stand Dezember 2015) an, unter den „Top 100 Downloads des Jahres 2015“ steht CCleaner mit mehr als 4,8 Millionen Abrufen dort auf Platz 1. Bei heise.de steht CCleaner an Stelle 5 der 30 im Jahr 2014 „beliebtesten Gratis-Programme“ (im Vorjahr Platz 12, insgesamt Platz 12).

## Kritik
Wie alle Programme, die die Registry von Windows „bereinigen“, steht auch CCleaner deshalb in der Kritik, Microsoft selber warnt vor der sorglosen Verwendung dieser Programme. Obwohl Microsoft grundsätzlich vor der ungezielten Bereinigung der Registry warnt, wird teilweise aber auch beim CCleaner nur kritisiert, dass bei der Auswahl des Menüpunktes zur Bereinigung der Registry alle Unteroptionen standardmäßig aktiviert sind.
2019 gab Microsoft die Aufnahme einiger Domains in die Black-List des Support-Forums bekannt. Darunter war auch die Webseite von CCleaner. Beiträge, in denen darauf verwiesen wird, müssen seither von einem Forums-Moderator gesichtet und freigegeben werden. In der Praxis scheint man damit bisher vor allem zu unterbinden, dass das Tool als universelle Problemlösung angepriesen wird. Supportanfragen wegen Problemen werden allgemein freigegeben.
Am 27. Juli 2020 wurde verlautbart, dass Windows Defender Antivirus die Free- und Testversionen von CCleaner als unerwünschte Anwendung (PUA) einstuft. Grund ist der Installer von CCleaner, welcher zusätzliche Anwendungen anbietet mit zu installieren, und diese die Benutzung von Windows beeinträchtigen könnten. Gebündelte und gegebenenfalls mitinstallierte Programme sind: Google Chrome, Google Toolbar, Avast Free Antivirus und AVG Antivirus Free.

## Namen
CCleaner wird gelegentlich als CC-Cleaner bezeichnet statt als C-Cleaner. Im FAQ-Bereich der Website wurde die Namensgebung erläutert: Der Name „CCleaner“ ist die Kurzversion des ursprünglichen Namens „Crap Cleaner“ und wird wie englisch „see cleaner“ ausgesprochen.